# Love and Music
Love and Music är ett studioalbum av Porter Wagoner och Dolly Parton, släppt i juli 1973.  Det innehöll deras topp-tioplacerade countrysingel "If Teardrops Were Pennies". Albumet nådde som högst placeringen # 8 på USA:s countryalbumlista. Det de skrev i albumomslaget skrevs av Carl Butler and Pearl, som skrev "If Teardrops Were Pennies", ursprungligen en hitlåt 1951 för Carl Smith.

## Låtlista
1. If Teardrops Were Pennies (Carl Butler)
2. Sounds Of Night (Porter Wagoner)
3. Laugh The Years Away (Howard Tuck)
4. You (Dolly Parton)
5. Wasting Love (Wagoner)
6. Come To Me (Parton)
7. Love Is Out Tonight (Wagoner - Tom Pick)
8. In The Presence Of You (Wagoner)
9. I Get Lonesome By Myself (Parton)
10. There'll Always Be Music (Parton)